# Patesko
Rodolfo Barteczko, dit Patesko, est un footballeur brésilien d'origine polonaise né le 12 novembre 1910 à Curitiba et mort le 13 mars 1988 à Rio de Janeiro. Il évoluait comme attaquant.

## Biographie
Il a participé à deux coupes du monde d'avant-guerre (1934 et 1938). Il a peut-être également joué la Coupe du monde 1930. Selon la FIFA, il a fait partie du onze de départ lors du match contre la Yougoslavie. Cependant d'autres sources ne le recensent pas comme membre de l'équipe du Brésil de la Coupe du monde 1930 comme RSSSF, Folha et Fussball-wm-total.de.
Patesko a participé à la Copa América 1937 (il y marque 4 buts) et à la Copa América 1942 où il a inscrit deux buts. 

## Carrière
- 1930-1932 : Palestra Itália (PR)
- 1932 : Força e Luz (RS)
- 1933-1934 : Club Nacional de Football
- 1934-1943 : Botafogo de Futebol e Regatas

## Palmarès
- Championnat d'Uruguay de football : 1933, 1934
- Championnat de Rio de Janeiro de football : 1935